# مری‌یروی
مِری‌یَرْوی (به فنلاندی: Merijärvi) یک منطقهٔ مسکونی در فنلاند است که در اوستروبوتنیای شمالی واقع شده‌است.